# Long'er
Long'er (kinesiska: 龙额, 龙额乡) är en socken i Kina. Den ligger i provinsen Guizhou, i den sydvästra delen av landet, omkring 270 kilometer öster om provinshuvudstaden Guiyang. Antalet invånare är 16928. Befolkningen består av 8 055 kvinnor och 8 873 män. Barn under 15 år utgör 28,0 %, vuxna 15-64 år 59 %, och äldre över 65 år 11,0 %.